# 家畜化

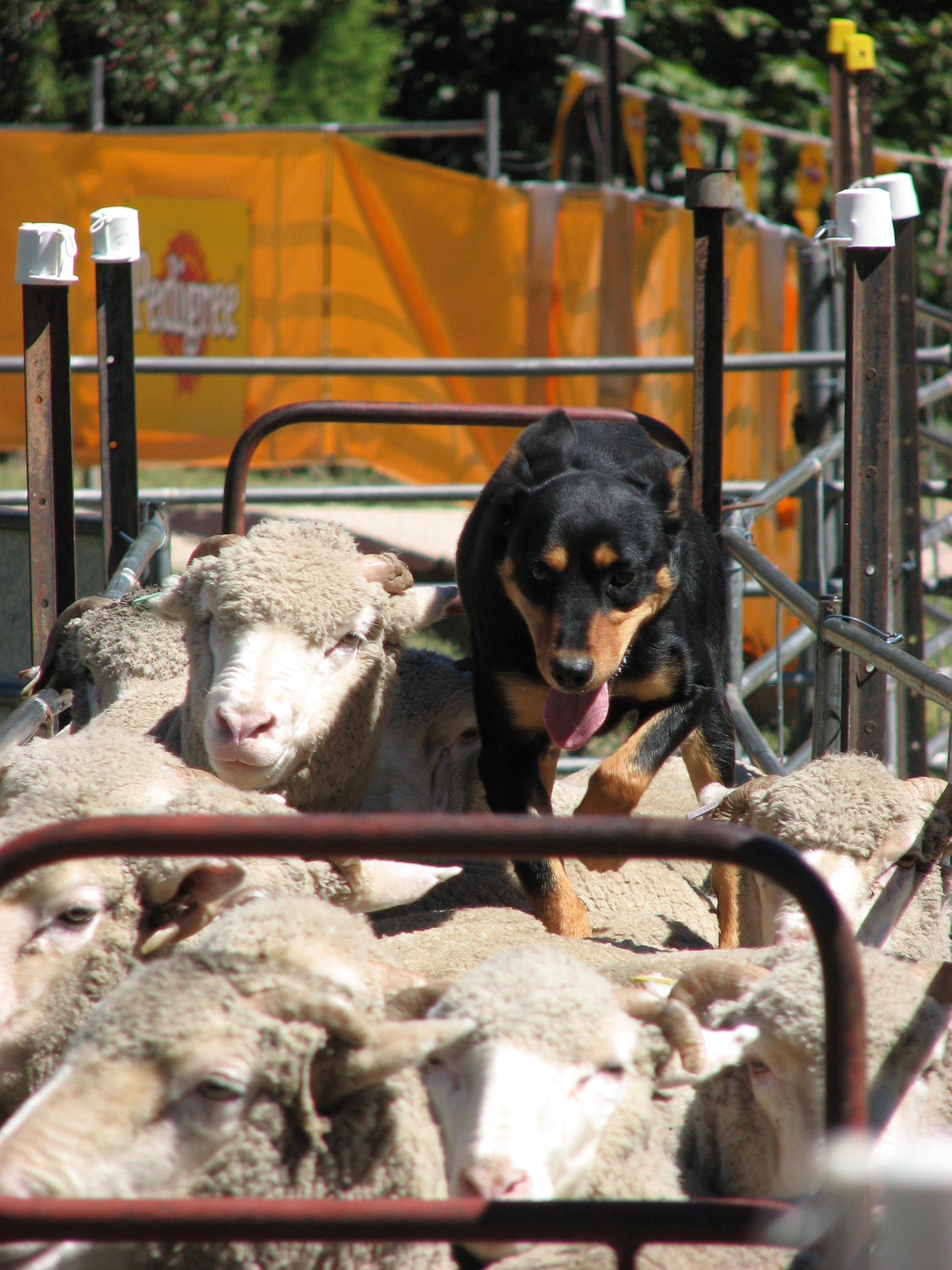
犬は最も早い時期に家畜化された動物である。羊の家畜化はそれに次ぐ古さで知られている。

家畜化（かちくか）および栽培化（さいばいか）とは、前者が動物で後者が植物と、対象とする生物が異なるものの、いずれも、ヒト（人間）が対象の生殖を管理し、管理を強化していく過程をいう。その過程においてヒトは自らに有益な特徴を多く具える個体を対象の群れの中から人為選択し続けるため、代を重ねることで遺伝子レベルでの好ましい変化が発現し、固定化し、家畜化・栽培化が成功する。栽培化は作物化（さくもつか）ともいう。
英語では "domestication" （1774年初出）が日本語「家畜化」に最も近似の語ではあるが、動物・植物の区別もなければ（元来は）遺伝子とも無関係で、用法は「飼い慣らし」に近い。なお、上述の日本語「栽培化」および「作物化」は、英語表現［植物 + domestication］の訳語として生まれている。
日本語でいう「家畜化」の過程では、動物の表現型発現および遺伝子型における変化が起きるため、動物を人間の存在に慣らす単純な過程である調教とは異なる。生物の多様性に関する条約では、「飼育種又は栽培種」とは、「人がその必要を満たすため進化の過程に影響を与えた種」と定義されている。したがって、家畜化・栽培化の決定的な特徴は人為選択である。人間は、食品あるいは価値の高い商品（羊毛、綿、絹など）の生産や様々な種類の労働の補助（交通、保護、戦争など）、科学研究、ペットあるいは観賞植物として単純に楽しむためなど様々な理由でこれらの生物集団を制御下に置き世話をしてきた。
家の中や周りを美しくすることが主な目的で栽培化された植物は、通常「観葉植物」あるいは「観賞植物」と呼ばれるが、大規模食料生産のために栽培化されたものは一般的に「作物」と呼ばれる。特別に望まれる特徴を意図的に変更あるいは選択した栽培植物（栽培起源種を参照）と人間の利益のために用いられる植物とを区別することは可能であるが、野生種からは本質的な違いはない。家での交わりのために家畜化された動物は通常「ペット」と呼ばれるが、食料あるいは労働のために家畜化されたものは「家畜」と呼ばれる。

## 概要
有史以来人間は、多くの動物を自分たちのために飼育し、繁殖させてきた。その利用目的は様々で、食肉、乳といった食料を得るため、毛皮や角などの日用品を得るため、役畜として畑を耕すため、移動のために騎乗するため、狩りのパートナーや愛玩用のためといったものがある。人間の管理下での繁殖の過程において、それらの動物には様々な変化が起きている。その一部は、より有益なものを選んで繁殖させるうちに、その特性が強化された、いわゆる品種改良の結果である。
しかし、それ以外の部分にも共通してみられる変化が生じており、これらの変化を総じて家畜化と呼んでいる。
なお、アジアゾウのように、人間によって飼い慣らされ役畜として使われていても、繁殖が人間の管理下に無い、もしくは入り切っていないものについては、「家畜化」という言葉を使わない場合も多い。
観賞、愛玩目的に品種改良をされ飼育された場合は、愛玩化と呼ばれ、畜産物や水産物の生産や仕事を目的に品種改良をされ飼育された場合は、家畜化と呼び、養殖化とは愛玩化と家畜化の両方を指して呼ばれることもある。ただしニワトリのように、家畜化された当初は美しい声や朝一番に鳴く声を求めた祭祀用、および鶏どうしを戦わせる闘鶏用として家畜化されたものが、のちに肉や卵を求める畜産用途が主用途となったものも存在する。
家畜化された動物の、家畜化の程度はさまざまである。多くの動物は改良前の原種からは大きく変化し、ウシのように原種が絶滅してしまったものも存在する。ほとんどの家畜は人間の管理下を離れた場合野生に戻ることは可能であるが、最も強く家畜化された動物であるカイコの場合、食料確保から移動にいたるまですべて人間の管理に頼るようになってしまい、人間の手を離れては生きられなくなっている。

## 家畜化の条件
進化生物学者ジャレド・ダイアモンドの著書『銃、病原菌、鉄』（2013年刊、原著1998年刊）によると、家畜化に適した動物（大型哺乳類）の条件は次の6つを満たすものである。
1. 飼料の量

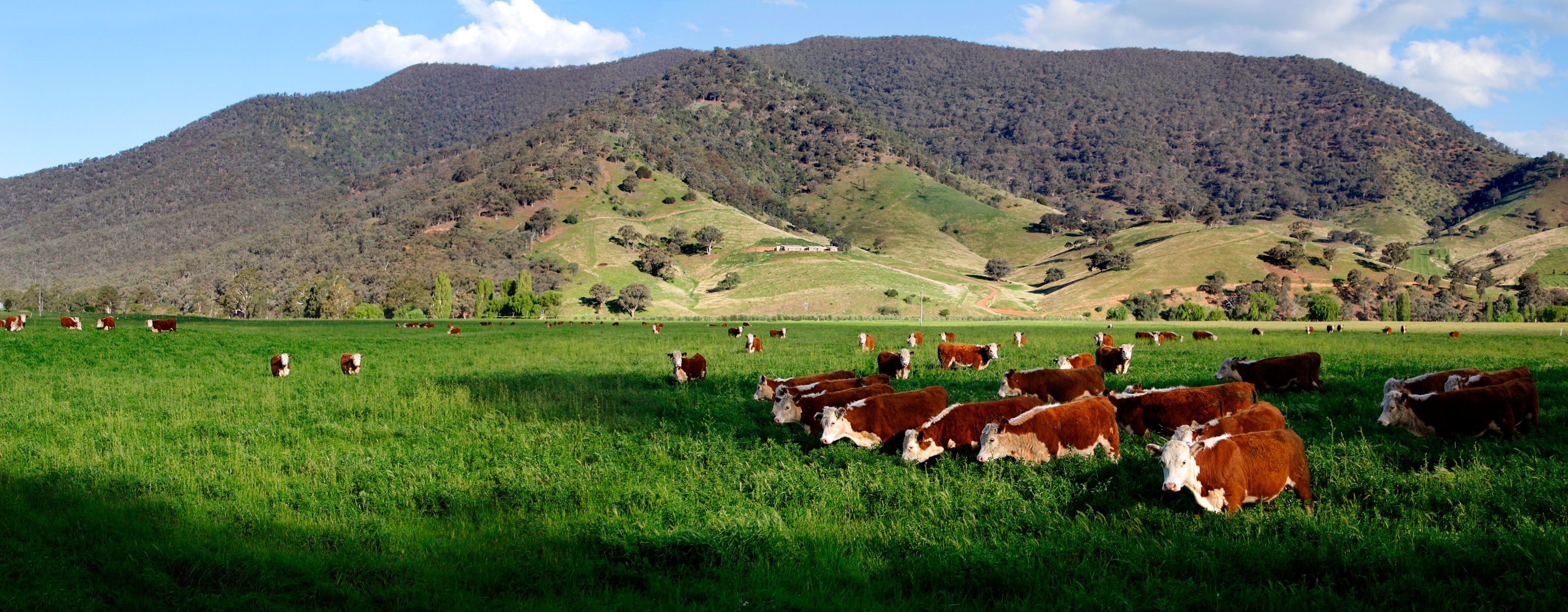
草を食む牛の群れ
多くの種類の食料を進んで食べ、また生態ピラミッドの下位に位置する飼料（トウモロコシやオオムギ）を、そのなかでも特にヒトが食べられない飼料（秣〈まぐさ〉や牧草など）を主食とする動物は、飼育に多くの出費を必要としないため、家畜化されやすい。純粋な肉食動物は、たくさんの動物の肉を必要とするため、家畜としては不適であるが、例外として、残飯で飼育できるうえに害獣を狩れるものは家畜化される場合がある。
2. 速い成長速度
ヒトより速く成長して繁殖可能になる動物は、ヒトの手で繁殖させることにより、ヒトにとって有用な性質を具える家畜へと比較的短期間で変容させることができる。一方で、ゾウのような大きな動物は、役畜として有用になるまでに長い年月を要する点で、家畜には不向きである。
3. 飼育下での繁殖能力
飼育下で繁殖したがらない動物は、ヒトの手で有益な子孫を得ることができない。パンダやアンテロープなど、繁殖時に広いテリトリーを必要とし、飼育された状態では出産が難しい動物は家畜にならない。
4. 穏やかな気性
大きくて気性の荒い動物を飼育するのは危険である。例えば、アフリカスイギュウ[注 4]バッファローは気まぐれで危険な動物である。アメリカのペッカリーやアフリカのイボイノシシとカワイノシシ（英語版）はイノシシの一種であり、家畜化されたブタと似たような部分があるものの、飼育が危険であるために家畜化は成功しなかった。
5. パニックを起こさない性格
驚いたときにすぐに逃げだすような性格の動物も飼育しておくのが難しい。例えば、ガゼルは素早く走り、高く跳ぶことができるので、囲まれた牧場から簡単に逃げ出せる。パニックに陥りやすいという点では家畜化されたヒツジも同じ条件ではあるが、群れをつくる習性がとりわけ強いため、これをヒトやヒトに指図されたイヌによって利用され、群れ全体を制御されている。
6. 序列性のある集団を形成する
群れを形成する動物には、個体間で序列性を作り自身よりも序列上位の個体の行動に倣う習性をもつ種ともたない種がいる。ウシやウマ、ヒツジなどは前者の典型であり、集団のヒエラルキーの頂点にヒトを据えることで容易に集団のコントロールが可能になるが、同じく群れを作るシカ（トナカイを除く）やレイヨウなどははっきりと集団内の序列を作ることがない。北アメリカ原産のビッグホーンはヒツジの原種であるムフロンとよく似た特徴を具えているが、この一点において家畜化されることはなかった。

## 家畜化に伴う変化
一般的に、家畜化される動物には以下のような変化を生じる。
- 気性がおとなしくなり、ヒトに服従しやすくなる。
- 脳が縮小する。
- ヒトにとって有用な部位が肥大化する。

これらは、どちらかと言えば人為選択による変化である。それ以外に、副次的に以下のような変異があるとされる。
- 繁殖時期が幅広くなる。
- 斑紋など外形の多様性が大きくなる。
- 病気等に弱くなる。
- 生活環を全うするのにヒトの手助けが必要になる。

このような現象は、ヒトの保護下にあることで、自然選択の圧力がかからなくなるために引き起こされるものと考えられる。

## 歴史
家畜化や動物の飼育技術の発達には長い時間が掛かるため、短い時間単位でのある一時期を指して「ここで家畜化が起こった」などといった断言はし得ない。動物の家畜化が初めて起こったのは中石器時代のアフロ＝ユーラシア大陸（アフリカ大陸とユーラシア大陸）のどこかであったとする説が有力ではあるが、それは最も早く家畜化された動物として確証されているイヌの、それが行われた時期をいつと考えるかで大きく変わってくる。
イヌの家畜化
イヌは、タイリクオオカミに属する複数の亜種のいずれかから亜種レベルで種分化したと考えられている。時期については様々な説が唱えられており、それらの説どうしの時間的な開きは大変に大きい。最も古い時期を推定するのは分子系統学的知見に基づく学説で、現生人類（ホモ・サピエンス・サピエンス）の出現以前、つまり、ネアンデルタール人類かプレネアンデルタール人類が成し遂げた可能性を示唆しており、紀元前98000年（100000年）を超えた過去にまで遡り得る。また、考古学的知見では、シリアのドゥアラ洞窟（Douara Cave. シリア砂漠にある中期旧石器時代の洞窟遺跡）にある紀元前33000年前（約35000年前、ムスティリアン期）のネアンデルタール人（ネアンデルタール人類）の住居跡から出土した“オオカミでもジャッカルでもなく、イヌにしか見えない、小さなイヌ科動物の成獣らしき個体の下顎骨”が、“人類史上最古の家畜化の証拠”かも知れない遺物である。しかし、多くの学説はやはり現生人類の手で成し遂げられたと主張している。それらの説については「家畜と原種、時期と場所」節の「イヌ」の欄を参照のこと。最も遅い時期を推定するものは紀元前11000年以前（約13000年前）とする。地域については、かつては中東説が有力であったが、ミトコンドリアDNAの解析が成されて以降は東アジア説が最も有力となった。しかし2010年代後半になると別系統の分子系統学的視点から中東説とヨーロッパ説が多くの研究者の支持を集めるようになってきてもいる。
ヤギとヒツジの家畜化
イヌに次いで家畜化されたのはヤギとヒツジで、これらも時期については諸説あって、ヤギがヒツジに先行したともヒツジがヤギに先行したとも主張される。いずれにしてもおおよその時期は紀元前8千年紀の前後数千年の間のことで、地域は、ヒツジがメソポタミア地方、ヤギはその北東に位置するイランであったとされている。ヤギとヒツジの家畜化は、定住による人口増加とそれに伴う野生動物の減少を補う手段であったと考える研究者もいるが、遊牧民によって成されたというのが従来の考え方である。乳（山羊乳）や毛（羊毛）など二次生産物の利用は、家畜化からかなりの時間が経ってから行われるようになったとする説もあれば、ヤギの家畜化は肉・乳・皮の利用から始まったとする説もある。また、ヒツジの家畜化は、先行して始まっていたヤギの利用では十分に補えない、ヤギのそれより栄養素として高品質な脂肪と、被服に活かせる高品質な毛の確保にあったとする説がある。
アメリカ大陸における家畜化
なお、家畜化のほとんどはアフロ＝ユーラシア大陸で行われてきた。アメリカ大陸で家畜化された動物はわずかにシチメンチョウやノバリケン、モルモット、リャマ、アルパカ程度に過ぎず、特に運輸に使用できるような家畜は南アメリカのリャマ一種に過ぎない。特にオルメカ文明・マヤ文明などのメソアメリカ文明においては家畜化はほとんど行われず、ユーラシア大陸からベーリング地峡経由でヒトに連れられて渡ってきたイヌと、現地で食用として家畜化されたシチメンチョウ以外には、家畜は存在しなかった。

## 家畜の一覧
家畜を分類するにあたっては、何を基準にするかでいくつかの方式が考えられる。下記の「家畜と原種、時期と場所」節では、原種との対比と時期と場所を基準にしている。その次の「タクソン別」節では、分類学による分類を基準にしている。最後の「目的別」節は、別項「家畜一覧」を案内してる。

### 家畜と原種、時期と場所
英語版の「家畜の一覧」である「List of domesticated animals」は、内容的に当セクションと近似で、補完し合えるところがある。英語版では、限定的・部分的な家畜化の例も、全面的な家畜化と区別したうえで（セクションを別に設けて）リストに挙げている。
当セクションでは、重要な家畜とその原種を、家畜化の時期と場所とともに列記する。記述は時期の古さ順。
「家畜」欄および「原種」欄の内容は、1. 和名、2. （ ）括弧内は、必要なら英語版リンク、あれば漢字表記、必要なら補説、3. 学名（斜体で表記）。
| 画像 | 家畜                                                                                            | 時期 | 場所 | 画像 | 原種                                                             |
| ---- | ----------------------------------------------------------------------------------------------- | --- | --- | ---- | ---------------------------------------------------------------- |
|      | イヌ（犬、イエイヌ；家犬） Canis lupus familiaris                                               | 一説に約100000年前～約75000年前の中東。一説に約40000年前の東アジア南部。一説に約35000年前の中東（ムスティエ文化圏）。一説に約33000年前の中国南部。一説に約20000年前のウラル山脈東麓。一説に紀元前13000年頃（約15000年前）の東アジア南部。一説に紀元前11000年以前（約13000年前）。ほか、諸説あり。 | 一説に約100000年前～約75000年前の中東。一説に約40000年前の東アジア南部。一説に約35000年前の中東（ムスティエ文化圏）。一説に約33000年前の中国南部。一説に約20000年前のウラル山脈東麓。一説に紀元前13000年頃（約15000年前）の東アジア南部。一説に紀元前11000年以前（約13000年前）。ほか、諸説あり。 |      | タイリクオオカミ（大陸狼、ハイイロオオカミ；灰色狼）Canis lupus  |
|      | ヒツジ（羊） Ovis orientalis aries                                                              | 一説に紀元前11000年頃～紀元前9000年頃のメソポタミア。一説に紀元前7000年頃～紀元前6000年頃のメソポタミア。一説に紀元前7750年頃（約9750年前）の南西アジア。 | 一説に紀元前11000年頃～紀元前9000年頃のメソポタミア。一説に紀元前7000年頃～紀元前6000年頃のメソポタミア。一説に紀元前7750年頃（約9750年前）の南西アジア。 |      | アジアムフロン Ovis orientalis                                   |
|      | ヤギ（山羊） Capra aegagrus hircus                                                              | 一説に紀元前10000年頃のイラン。一説に紀元前7000年頃のイラン。一説に紀元前7750年頃（約9750年前）の南西アジア。 | 一説に紀元前10000年頃のイラン。一説に紀元前7000年頃のイラン。一説に紀元前7750年頃（約9750年前）の南西アジア。 |      | ベゾアール Capra aegagrus                                        |
|      | ブタ（豚） Sus scrofa domestica                                                                 | 一説に紀元前9000年頃の中国南部、あるいはベトナム。その他、紀元前6000年以前のユーラシアの広範な地域を候補地とした多起源説あり。 | 一説に紀元前9000年頃の中国南部、あるいはベトナム。その他、紀元前6000年以前のユーラシアの広範な地域を候補地とした多起源説あり。 |      | イノシシ（猪） Sus scrofa                                        |
|      | ウシ （牛、タウリン系牛） Bos primigenius taurus ※「コブウシ」も参照。                          | 一説に紀元前8300年頃のアナトリア半島（アナトリア高原）など。一説に紀元前8000年頃の中東から北アフリカ西部にかけての地域。 | 一説に紀元前8300年頃のアナトリア半島（アナトリア高原）など。一説に紀元前8000年頃の中東から北アフリカ西部にかけての地域。 |      | オーロックス Bos primigenius                                     |
|      | セイヨウミツバチ （西洋蜜蜂） Apis mellifera                                                    | 紀元前8000年以前（10000年以前）のイベリア半島（南ヨーロッパ西部）。 | 紀元前8000年以前（10000年以前）のイベリア半島（南ヨーロッパ西部）。 |      | 野生のセイヨウミツバチ                                           |
|      | ニワトリ（鶏） Gallus gallus domesticus                                                         | 紀元前6000年頃の、インドから東南アジアにかけての地域。 | 紀元前6000年頃の、インドから東南アジアにかけての地域。 |      | セキショクヤケイ （赤色野鶏） Gallus gallus                      |
|      | コブウシ（瘤牛） Bos primigenius indicus ※「タウリン系牛」も参照。                              | 紀元前6000年頃（インダス文明時代直前）のパンジャーブ。 | 紀元前6000年頃（インダス文明時代直前）のパンジャーブ。 |      | オーロックス Bos primigenius                                     |
|      | モルモット Cavia porcellus                                                                      | 紀元前5000年頃 | アンデス文明圏 （ペルー） |      | テンジクネズミ（天竺鼠） genus Cavia                             |
|      | ロバ（驢馬） Equus africanus asinus                                                             | 紀元前5000年頃 | エジプト原始王朝時代到来前のエジプト |      | アフリカノロバ （アフリカ野驢馬） Equus africanus                |
|      | スイギュウ（水牛） Bubalus bubalis                                                              | 紀元前4000年頃 | インドから中国南部にかけての地域 |      | アジアスイギュウ （en、アジア水牛） Bubalus arnee                |
|      | ヒトコブラクダ （一瘤駱駝） Camelus dromedarius                                                 | 一説に紀元前4000年頃（約6000年前）の、一説に紀元前1400年頃の、アラビア半島南部。 | 一説に紀元前4000年頃（約6000年前）の、一説に紀元前1400年頃の、アラビア半島南部。 |      | 野生のヒトコブラクダ                                             |
|      | リャマ Lama glama                                                                               | 紀元前3500年頃 | アンデス文明圏 （ペルー） |      | グアナコ Lama guanicoe                                           |
|      | バリウシ（バリ牛） Bos javanicus                                                                | 紀元前3500年頃（約5500年前） | ジャワ島とバリ島 |      | バンテン Bos javanicus                                           |
|      | ガウル Bos gaurus frontalis                                                                     | バリウシに準する時期 | 東南アジア |      | インドヤギュウ （インド野牛） Bos gaurus                         |
|      | フタコブラクダ （二瘤駱駝） Camelus bactrianus                                                  | 一説に紀元前3500年頃（約5500年前）のタジキスタンおよびイラン。一説には紀元前2500年頃の中央アジア。 | 一説に紀元前3500年頃（約5500年前）のタジキスタンおよびイラン。一説には紀元前2500年頃の中央アジア。 |      | 野生フタコブラクダ Camelus bactrianus ferus                      |
|      | ネコ（猫、イエネコ；家猫） Felis silvestris catus                                               | 最古の飼育例は紀元前7500年前頃のキプロス島。固定化が認められるのは紀元前3000年頃（初期王朝時代初期）の古代エジプト。 | 最古の飼育例は紀元前7500年前頃のキプロス島。固定化が認められるのは紀元前3000年頃（初期王朝時代初期）の古代エジプト。 |      | リビアヤマネコ Felis silvestris lybica (Felis lybica)            |
|      | ウマ（馬） Equus ferus caballus                                                                 | 紀元前3000年以前のスキタイ文化圏（現・ロシア南部の一地域）。 | 紀元前3000年以前のスキタイ文化圏（現・ロシア南部の一地域）。 |      | ターパン Equus ferus ferus                                       |
|      | ヤク Bos grunniens                                                                              | 紀元前3000年頃（約5000年前） | チベット高原 |      | 野生のヤク Bos mutus                                             |
|      | イヌワシ（犬鷲） Aquila chrysaetos                                                              | 紀元前3000年頃～紀元前2000年頃 | 中央アジア もしくは モンゴル高原 |      | 野生のイヌワシ                                                   |
|      | トナカイ（馴鹿） Rangifer tarandus                                                              | 一説に紀元前3000年頃の、スカンジナビア半島からシベリアにかけての平原地帯。一説に紀元前500年頃（約2500年前）のシベリア北部。 | 一説に紀元前3000年頃の、スカンジナビア半島からシベリアにかけての平原地帯。一説に紀元前500年頃（約2500年前）のシベリア北部。 |      | 野生のトナカイ                                                   |
|      | カワラバト（河原鳩） Columba livia                                                              | 紀元前3000年頃 | 地中海沿岸地域 |      | 野生のカワラバト Columba livia                                   |
|      | ヨーロッパ系種ガチョウ（鵞鳥・ヨーロッパ系種） Anser anser domesticus ※「シナガチョウ」も参照。 | 紀元前2610年頃～同2600年頃（異説：紀元前2800年頃）に造営された古代エジプトのメイドゥムピラミッド近傍のマスタバ内にある水鳥の壁画を論拠とするが、エジプトガンを誤認している可能性がある。 | 紀元前2610年頃～同2600年頃（異説：紀元前2800年頃）に造営された古代エジプトのメイドゥムピラミッド近傍のマスタバ内にある水鳥の壁画を論拠とするが、エジプトガンを誤認している可能性がある。 |      | ハイイロガン（灰色雁） Anser anser                               |
|      | エジプトガン（埃及雁） Alopochen aegyptiacus                                                    | 上記の壁画をヨーロッパ系種ガチョウの家禽化を示す最古の例としている学説を否定するものとして、描かれた水鳥はエジプトガンである可能性が指摘されている。家禽としてのエジプトガンは古代エジプトの滅亡後、途絶した。                                                                                    | 上記の壁画をヨーロッパ系種ガチョウの家禽化を示す最古の例としている学説を否定するものとして、描かれた水鳥はエジプトガンである可能性が指摘されている。家禽としてのエジプトガンは古代エジプトの滅亡後、途絶した。                                                                                    |      | 野生のエジプトガン                                               |
|      | カイコ（蚕） Bombyx mori                                                                        | 既知で最古の例は紀元前2750年頃の中国南東部沿海地域（現・中国浙江省）。 | 既知で最古の例は紀元前2750年頃の中国南東部沿海地域（現・中国浙江省）。 |      | クワコ（en、桑子） Bombyx mandarina                              |
|      | フェレット Mustela putorius furo                                                                | 一説に紀元前2300年頃（約2500年前)。一説に紀元前1500年頃以降。 | ヨーロッパ大陸 |      | ヨーロッパケナガイタチ （en、ヨーロッパ毛長鼬） Mustela putorius |
|      | アヒル（家鴨） Anas platyrhynchos domesticus                                                    | 一説に紀元前2000年頃の東南アジア。一説に紀元前1000年頃の中国南部。 | 一説に紀元前2000年頃の東南アジア。一説に紀元前1000年頃の中国南部。 |      | マガモ（真鴨） Anas platyrhynchos                                |
|      | バリケン Cairina momelanotus                                                                    | 紀元前2000年頃（約4000年前） | 南アメリカ |      | ノバリケン（野バリケン） Cairina moschata                        |
|      | シナガチョウ（支那鵞鳥、鵞鳥・中国系種）Anser cygnoides ※「ヨーロッパ系種ガチョウ」も参照。     | 紀元前1500年頃（異説：紀元前2000年頃） | 中国北部 |      | サカツラガン（酒面雁） Anser cygnoides cygnoides                 |
|      | アルパカ（羊駱駝） Vicugna pacos                                                                | 紀元前1500年頃 | ペルー |      | ビクーニャ Vicugna vicugna                                       |
|      | コイ（鯉） Cyprinus carpio                                                                      | 紀元前1500年頃～紀元前1200年頃 | 東アジア |      | 野生のコイ                                                       |
|      | シチメンチョウ（七面鳥） Meleagris gallopavo                                                    | 一説に紀元前500年頃（約2500年前）。一説に紀元前後（約2000年前）。 | メキシコ |      | メキシコシチメンチョウ （メキシコ七面鳥） Meleagris gallopavo    |
|      | ホロホロチョウ（珠鶏） Numida meleagris                                                         | 紀元前後（約2000年前） | アフリカ |      | カンムリホロホロチョウ ? （冠珠鶏） Guttera pucherani ?          |
|      | キンギョ（金魚） Carassius auratus auratus                                                      | 300年頃～400年頃（五胡十六国時代） | 中国 |      | ギベリオブナ Carassius gibelio                                   |
|      | カイウサギ（飼兎） Oryctolagus cuniculus                                                        | 600年頃（約1400年前） | フランス南西部 |      | アナウサギ（穴兎） Oryctolagus cuniculus                         |
|      | ニホンミツバチ（日本蜜蜂） Apis cerana japonica                                                 | 皇極天皇2年（643年、飛鳥時代半ば）の日本（大和国高市郡三輪山） | 皇極天皇2年（643年、飛鳥時代半ば）の日本（大和国高市郡三輪山） |      | 野生のニホンミツバチ                                             |
|      | オウム（鸚鵡） familia Cacatuidae                                                               | 初出は大化3年（647年）、新羅から日本への献上品目録の記述 | 初出は大化3年（647年）、新羅から日本への献上品目録の記述 |      | 野生のオウム                                                     |
|      | ウミウ（海鵜） Phalacrocorax capillatus                                                         | 初出は『古事記』（和銅5年〈712年〉、奈良時代初頭）の記述 | 日本 |      | 野生のウミウ                                                     |
|      | エンマコオロギ（閻魔蟋蟀） Teleogryllus emma                                                    | 800年頃（約1200年前、唐代後期） | 中国 |      | 野生のエンマコオロギ                                             |
|      | ウズラ（鶉、ニホンウズラ；日本鶉） Coturnix japonica                                            | 12世紀（平安時代後期） | 日本 |      | 野生のウズラ                                                     |
|      | ブンチョウ（文鳥） Lonchura oryzivora                                                           | 1600年頃（約400年前、明代末） | 中国 |      | 野生のブンチョウ                                                 |
|      | カナリア （金糸雀、金絲雀） Serinus canaria                                                     | 1600年代（スペイン王フェリペ3世時代） | アブスブルゴ朝スペイン帝国領ヨーロッパ |      | 野生のカナリア                                                   |

### タクソン別
ここでは、タクソン（分類群）を基準にして家畜を分類する。

### 用途別
ここでは、用途を基準にして家畜を分類する。

## 他を家畜化する動物
「家畜」という語は、ヒトが他の動物を利用するのに限って用いられるのが本来で、通例であるが、生物学的知見の蓄積により、それに匹敵するような生態を有する動物がいる可能性のあることが明らかになっている。それはちょうど「道具の使用」（cf. 文化 (動物)）がヒトに独特で他に類を見ない特徴とされていたかつての常識が今では通用しないのと同様である。

### ヒメカドフシアリとアリノスササラダニ
具体的には、インドネシアのボゴール植物園内に棲息するヒメカドフシアリ（アリ科フシアリ亜科のアリの一種。カドフシアリ属〈gunes Myrmecina〉の1種。グンタイアリの近縁亜科の種）が、アリノスササラダニ（学名：Aribates javensis ササラダニの一種）を“家畜”として“飼育”したうえで、餌が不足した際の非常食用の、すなわち“貯蔵食”として利用している可能性があることを、伊藤文紀（農学者、香川大学農学部教授）らが発見している。アリノスササラダニは、他のササラダニとは違って体が柔らかで、しかも、ヒメカドフシアリはアリノスササラダニの産卵時に卵をくわえて取り出す、すなわち世話をする習性をもつ。これらの形質は、ヒトおよびヒトの対象動物でいうところの「家畜化」と同様の現象がヒメカドフシアリ（※正確には、ボゴール植物園内のヒメカドフシアリの内のいくつかの個体群）とアリノスササラダニの生態として成立しているかも知れないという事実を示してはいる。ただし、伊藤らが自ら言及していることであるが、アリにとってササラダニ類の餌としての価値は大して高くないことも分かっており、蟻客（好蟻性動物）の代表格であるダニ類のアリノスササラダニが、ヒメカドフシアリを片利共生的にうまく利用しているが、アリが飢餓状態に陥った時に限っては食用にされてしまうという解釈が妥当であるとも考えられ、この事実をもってただちに「他を家畜化している」とは言い難い。

## 自己家畜化
動物の家畜化と同様の傾向はヒトにも見られ、これを人類学用語で "self-domestication"、和訳して「自己家畜化」という。

## 転義
国家や企業など、何らかの支配的能力を有する人間（個人）や集団の支配に対し、（とりわけ現支配者と異なる自己同一性や矛盾する利害関係をもった）支配される側の人間（個人）や集団が、懐柔されるなどして支配を受け容れる状態を指して、20世紀後期後半以降の日本語では、批判的に「家畜化」「家畜化する」と表現することがある。
さらには、そのような状態にある会社員（会社企業における従業員）を指す俗語として1990年（平成2年）に定着した「社畜」があり、社畜と化す状態を指して「社畜化」ということもある。これらは日本語独自の表現であるが、比較的近い英語として "wage slave" がある。これは「賃金奴隷」という意味で、完全に異なる概念ではあるが、「社畜」と重なる部分がある。「wage slave の状態」は "wage slavery" という (cf. en)。なお、「社畜」と "wage slave" を同義語とする資料も散見されるが、上述のとおり、結果的の重複部分があるということであって、同義語として安易な使い方をすれば齟齬が生じる。